# Ondjiva
Ondjiva je město nacházející se na jihu Angoly. Je administrativním centrem angolské provincie Cunene.